# Cisek (gmina)

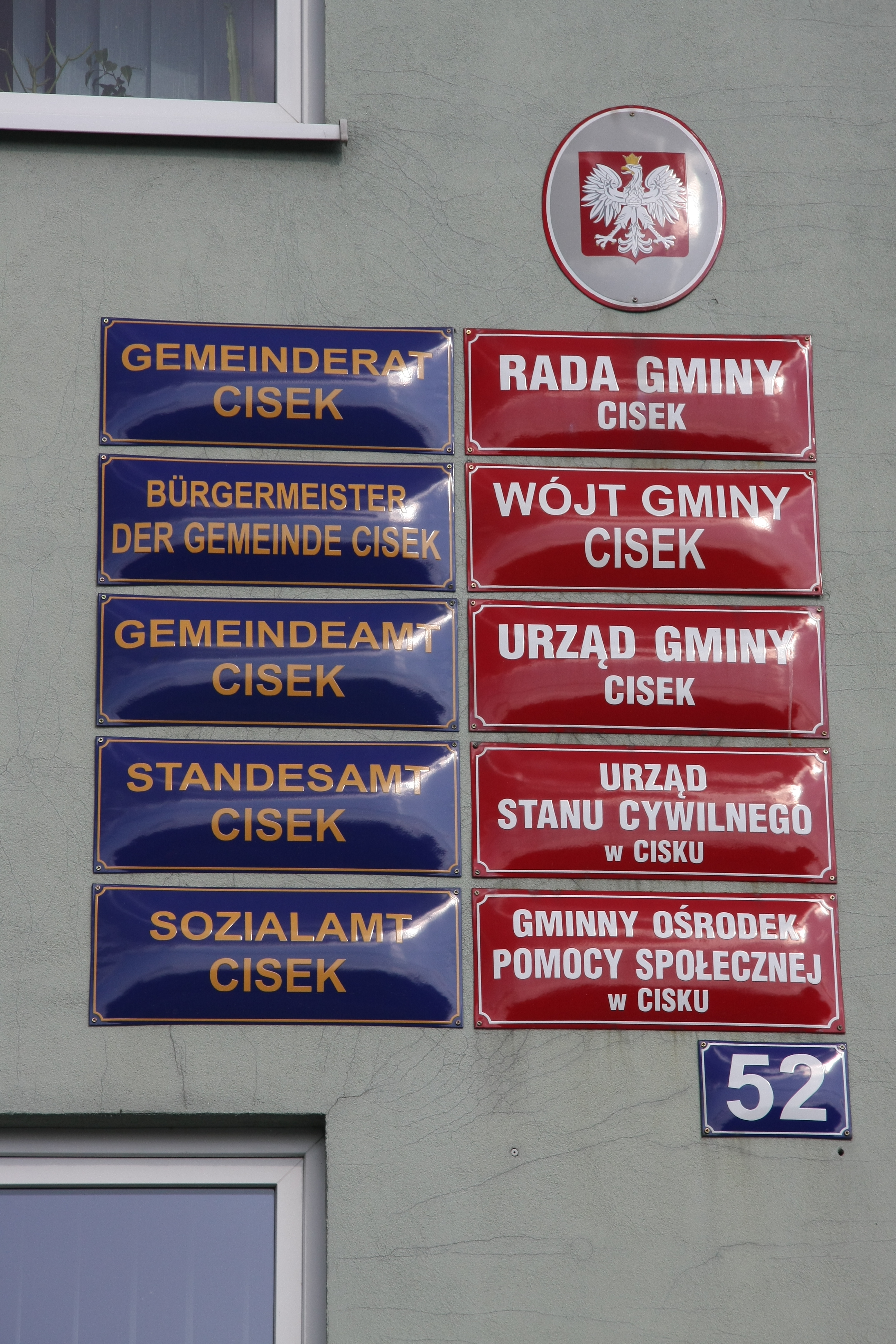
Dwujęzyczne tablice na urzędzie gminnym

Cisek / Gemeinde Czissek (daw. gmina Ciski) – gmina wiejska w województwie opolskim, w powiecie kędzierzyńsko-kozielskim. W latach 1975–1998 gmina położona była w województwie opolskim. Siedzibą gminy jest wieś Cisek / Czissek. Od 2007 we wszystkich samodzielnych miejscowościach gminy obowiązuje podwójne nazewnictwo, polskie i niemieckie.
Gmina Cisek powstała w 1973 r. z połączenia gromad okolicznych wiosek.
Jest to gmina wiejska. Według danych z roku 2002 gmina Cisek zajmuje powierzchnię 70,89 km², w tym:
- użytki rolne: 89%
- użytki leśne: 1%

Gmina stanowi 11,34% powierzchni powiatu kędzierzyńsko-kozielskiego.
W latach 1992–1998 w całej gminie założono wodociągi, a od 1997 r. wszystkie sołectwa są objęte siecią telefoniczną.

## Demografia
Według danych z 31 grudnia 2017 roku, gminę zamieszkiwało 5679 osób. Wynika z tego, że zamieszkiwało ją wówczas 5,9 ludności powiatu.
| Opis                             | Ogółem | Ogółem | Kobiety | Kobiety | Mężczyźni | Mężczyźni |
| -------------------------------- | ------ | ------ | ------- | ------- | --------- | --------- |
| jednostka                        | osób   | %      | osób    | %       | osób      | %         |
| populacja                        | 5 679  | 100    | 2942    | 51,8    | 2737      | 48,2      |
| gęstość zaludnienia(mieszk./km²) | 80     | 80     | 41      | 41      | 39        | 39        |

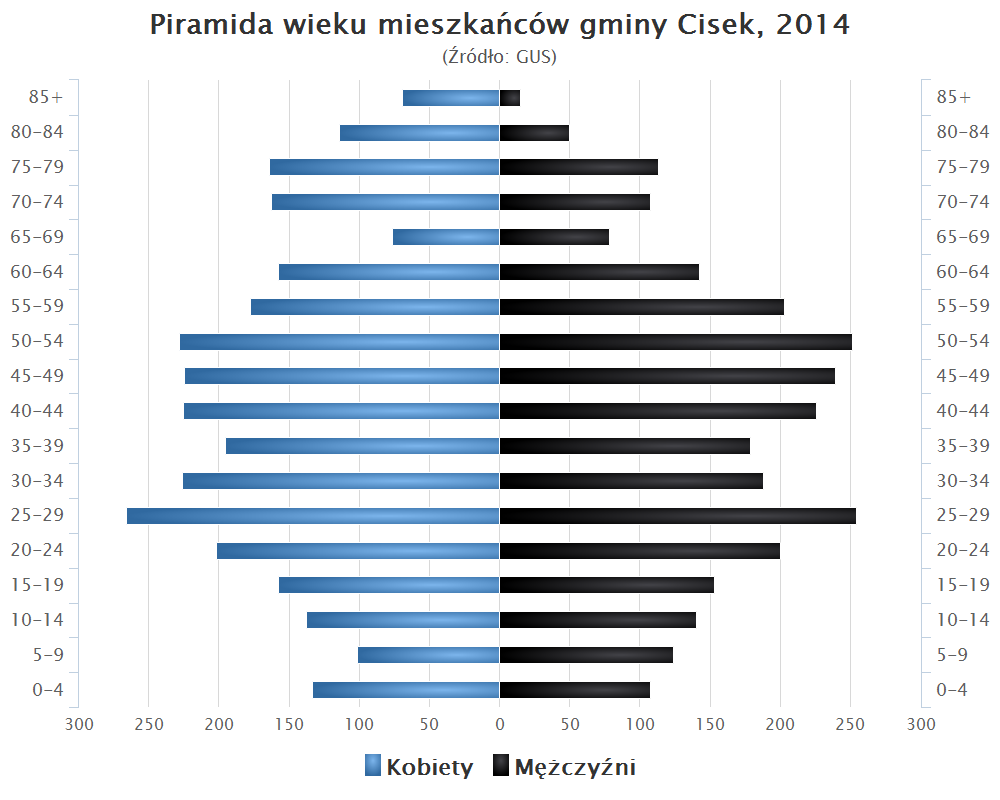
Piramida wieku mieszkańców gminy Cisek w 2014 roku

Podczas spisu powszechnego w 2002 roku w gminie więcej mieszkańców zadeklarowało narodowość niepolską (niemiecka i śląska – 3046) niż polską (2921).

## Jednostki podległe
- Gminny Ośrodek Pomocy Społecznej, ul. Planetorza 52, 47-253 Cisek
- Gminne Przedszkole w Cisku, ul. Planetorza 24, 47-253 Cisek
- Gminne Przedszkole w Łanach, ul. Szkolna 8, 47-253 Cisek
- Publiczna Szkoła Podstawowa w Landzmierzu, ul. Główna 51, 47-253 Cisek
- Publiczna Szkoła Podstawowa w Łanach, ul. Główna 98a, 47-253 Cisek
- Publiczna Szkoła Podstawowa w Roszowickim Lesie, ul. Szkolna 12, 47-253 Cisek
- Publiczne Gimnazjum w Cisku, ul. Planetorza 21, 47-253 Cisek

## Sołectwa gminy Cisek
| - Błażejowice (Blaseowitz) - Cisek (Czissek) - Dzielnica (Dzielnitz) - Kobylice (Kobelwitz) - Landzmierz (Landsmierz) - Łany (Lohnau) - Miejsce Odrzańskie (Mistitz) | - Nieznaszyn (Niesnaschin) - Podlesie (Podlesch) - Przewóz (Przewos) - Roszowice (Roschowitzdorf) - Roszowicki Las (Roschowitzwald) - Steblów (Stöblau) - Sukowice (Suckowitz) |

## Inne wioski w gminie
- Byczynica
- Biadaczów

## Miasta partnerskie
- Breitungen/Werra  Niemcy
- Körperich  Niemcy

## Sąsiednie gminy
Bierawa, Kędzierzyn-Koźle, Kuźnia Raciborska, Polska Cerekiew, Reńska Wieś, Rudnik